# LAMP2
LAMP2 (англ. Lysosomal-associated membrane protein 2) — один из важнейших гликопротеинов лизосомальной мембраны. Вместе с другим гомологичным белком LAMP1 составляет около 50 % от всех белков мембраны лизосом. Наличие этих белков считается структурным определением лизосом как внутриклеточных органелл.

## Структура
Зрелый белок LAMP2 относится к интегральным трансмембранным белкам, содержит 382 аминокислоты (сигнальный — 28 аминокислот). Белковая часть молекулы имеет молекулярную массу около 40 кДа. Однако в клетке белок сильно гликозилирован так, что его полная масса составляет около 110 кДа, поэтому аналоги этого белка человека многих видов животных называются «110-кДа лизосомальный мембранный гликопротеин» (110-kDa lysosomal membrane glycoprotein, lgp110). LAMP2 содержит 26 участков O- или N-гликозилирования. 
Более 90% белковой молекулы LAMP2 находится во внутреннем пространстве лизосомы. Короткий цитозольный фрагмент отличается высоким консерватизмом и сохраняется в практически неизменном виде среди млекопитающих и птиц.

## Функции
LAMP2 защищает лизосомальную мембрану от протеолитических ферментов лизосомы. Цитозольный фрагмент белка служит рецептором для белков, которые должны быть доставлены в лизосому из цитоплазмы.

## Роль в патологии
Мутации в LAMP2, как правило, приводят к болезни Дэнона (Danon disease) с характерным накоплением аутофагального материала в миоцитах и проявляющейся в первую очередь в первичной кардиомиопатии. Клинические характеристики нарушения LAMP2 — это встречаемость только у мужчин, тяжёлая гипертрофия, раннее проявление (в 8-17 лет) и раннее желудочковое возбуждение, а также асимптоматическое повышение двух белков в плазме крови.

## Применение в клеточной биологии
Так как по определению лизосомами считаются внутриклеточные органеллы, которые содержат в своей мембране LAMP1 и LAMP2, оба белка используются как клеточный маркёр лизосом. 

## См.также
- Лизосома
- LAMP1
- LAMP3